# Daulatpur (Kushtia)
Pour les articles homonymes, voir Daulatpur.
Daulatpur (en bengali : দৌলতপুর) est une upazila du Bangladesh dans le district de Kushtia. En 1991, on y dénombrait 360 706 habitants.